# 양주 군부대 총기 난사 사건
양주 군부대 총기 난사 사건(楊州軍部隊銃器亂射事件)은 1994년 10월 31일에 대한민국 경기도 양주군에 위치한 부대 구내 영점 사격장에서 사격 교육을 받던 서문석 일병(당시 21세)이 자신의 K2 자동소총을 난사하여 소속 중대장과 소대장 등 장교 2명을 살해하고 타 소대장에게 중상해를 입힌 후 자신은 총기 자살을 한 사건이다.

## 사고 순간
사고 당일 오후 1시에 자신의 소속중대에서 사격 조원으로 편성되어 연병장 북단에 위치한 50m 영점사격장에 집결하여 2시 25분경까지 예비 훈련을 받은 서 일병은 자신의 차례가 되면서 실탄 10발이 든 탄창 2개를 지급받은 후 동료들과 함께 사선에 들어가 사격 대기를 하였다. 사격 개시를 알리는 구령이 떨어지자 마자 범인 서 일병은 실탄이 장전된 자신의 K2소총을 들고 모두 죽이겠다는 협박을 하고 이를 저지하던 사격 통제관 중위를 총기살해하고 또 다른 소대장에게 중상해를 입혔다. 그 뒤 사고를 알아채고 뒤따라온 중대장까지도 격발 살해한 서 일병은 동료들에게도 총기를 겨누던 중 이를 저지당하자, 다른 동료의 총을 들고 자신의 머리를 쏴 자살했다.

## 사건의 문제점
'소대장 길들이기'라는 이름의 군내 하극상으로 야기된 무장탈영 사건 등 군기 문란 사태가 계속 벌어지고 있던 상황에서 벌어진 이 사건은 또 한 차례 군 기강 문란으로 인한 사고라는 오점을 남겨 한동안 많은 비난이 불가피하였다. 이 사건은 불우한 환경에서 자란 범인 서 일병이 평소 염세주의적이고 부정적인 생각을 갖고 생활하였던 것으로 밝혀졌고, 종종 동료에게 탈영을 제의한 사실까지 밝혀짐에 따라 범인 서 일병의 비정상적인 행태에 제대로 대책을 세우지 못한 점이 안타까움으로 남게 되었다. 이로 인하여 관심장병의 관리 문제가 도마에 오르기도 하였다.

## 같이 보기
- 연천 군부대 총기 난사 사건
- 강화도 해병대 총기 난사 사건
- 강원도 고성 군부대 총기 난사 사건
- 우범곤 순경 총기 난사 사건

## 언론 보도
- 士兵(사병) 총기난사 10여명死傷(사상)

- "사격"순간 일어나 亂射(난사)

1. ↑  육군,사격장총기난사 사건 조사결과 발표-1 연합뉴스